# Herb gminy Wojsławice
Herb gminy Wojsławice – symbol gminy Wojsławice.

## Wygląd i symbolika
Herb przedstawia na tarczy w polu czerwonym białego konia, zwróconego w lewo.